# Ein Herz spielt falsch
Ein Herz spielt falsch è un film drammatico del 1953 diretto da Rudolf Jugert.
È stato presentato in concorso alla 3ª edizione del Festival di Berlino.

## Trama
Peter è un uomo che ha bisogno di soldi ma è troppo pigro per lavorare. Decide quindi di sposare la ricca Sybilla, nella consapevolezza che è malata e che non le resta molto da vivere. Una volta sposati però si innamora di lei e non sopporta più l'idea di perderla. Nel tentativo di salvarle la vita spenderà tutti i loro soldi ma senza alcun risultato. La ragazza morirà, ma lui sarà un uomo diverso.

## Distribuzione
Dopo l'anteprima del 23 giugno 1953 al Festival di Berlino, il film venne distribuito in Germania Ovest a partire dal 16 luglio.

### Date di uscita
- Germania Ovest (Ein Herz spielt falsch) - 16 luglio 1953
- Austria (Ein Herz spielt falsch) - novembre 1953
- Finlandia (Sydän lyö väärin) - 13 maggio 1955
- Danimarca (Det falske hjerte) - 13 luglio 1955
- Spagna (Amor fingido) - 11 novembre 1957
- Messico (Amor fingido) - 2 aprile 1960

## Riconoscimenti
- 1953 - Premio Bambi
  - Bambi alla miglior attrice a Ruth Leuwerik
  - Bambi al miglior attore a O.W. Fischer